# Viatge a l'última estació
Viatge a l'última estació és una pel·lícula dramàtica espanyola de 1982 dirigida per Albert Abril. Ha estat doblada al català.

## Sinopsi
Dues noies comparteixen un pis molt gran i per tal de tenir menys despeses decideixen llogar una habitació a un noi que diu ser estudiant. Però resulta ser un terrorista que té planejat fer un atemptat, i alhora altera la vida de les dues noies.

## Repartiment
- Mireia Ros
- Jennifer James
- Quico Pi de la Serra
- Pau Garsaball
- Jorge Feliu
- Josep Espanyes
- Ovim Llovet
- Francesc Alborch
- Pere Castaño
- Pere Tió

## Premis
- II Premis de Cinematografia de la Generalitat de Catalunya: Premi a un tècnic, actor o actriu per la seva intervenció en pel·lícules catalanes (Llorenç Soler)[3]